# Dasybranchus parplatyceps
Dasybranchus parplatyceps är en ringmaskart som beskrevs av Kudenov 1975. Dasybranchus parplatyceps ingår i släktet Dasybranchus och familjen Capitellidae. Inga underarter finns listade i Catalogue of Life.